# Hyperaspis trifurcata
Hyperaspis trifurcata är en skalbaggsart som beskrevs av Schaeffer 1905. Hyperaspis trifurcata ingår i släktet Hyperaspis och familjen nyckelpigor. Inga underarter finns listade i Catalogue of Life.